# Sincerely (早見優のアルバム)
『Sincerely』（シンシアリー）は、1984年9月2日に発売された早見優の2枚目のミニ・アルバム。品番はLP:23TR-2048、CT:23TT-1048。

## 概要
1983年8月に発売された『Dear』と同様の構成から成る7曲入りのミニ・アルバムで、ヒットシングル「誘惑光線・クラッ!」「Me☆セーラーマン」の他、早見のトークやメッセージも収録されている。
2012年に本作を含むオリジナル・アルバムを全て収めたCD-BOX『Thank YU〜30th Anniversary Special Box〜』が発売された際には、『Dear』と本作『Sincerely』の2枚のミニアルバムが1枚のディスクに収められ、更に1992年以降に発売されたアルバム未収録シングルなどのボーナス・トラックが追加され、『Dear+Sincerely+4』としてDisc-14に収録された。
LPやカセットテープでは、曲の冒頭又は末尾に早見のメッセージが収められていたが『Dear+Sincerely+4』では、メッセージの部分が別のトラックとして分割されているため曲数が多くなっている。

## 収録曲

### LP／CT

#### Side 1 "Boys Side"
1. 誘惑光線・クラッ!
作詞：松本隆 / 作曲：筒美京平 / 編曲：大村雅朗
2. 緑色のラグーン
作詞：松本隆 / 作曲：筒美京平 / 編曲：大村雅朗
3. BEAUTIFUL RIVALS (「ビューティフル ライバル」英語ヴァージョン )
作詞：薄木麻子 / 補作詞：Jun＆Jim / 作曲：小田裕一郎 / 編曲：大谷和夫

#### Side 2 "Girls Side"
1. Me☆セーラーマン
作詞：三浦徳子 / 作曲：林哲司 / 編曲：茂木由多加
2. ペンギン・ロコモーション
作詞：三浦徳子 / 作曲：林哲司 / 編曲：茂木由多加
3. Let's Make a Memory
作詞：三浦徳子 / 作曲：林哲司 / 編曲：茂木由多加
4. アーメッドのテーマ
作曲・編曲：茂木由多加

### Dear+Sincerely+4
- 「優のテーマ」と「アーメッドのテーマ」は全作曲・編曲：茂木由多加 〉

1. 優のテーマ (PART 1)
2. 夏色のナンシー
3. 優のテーマ (PART 2)
4. 可愛いサマータイム
5. 優のテーマ (PART 3)
6. You and Me
7. 渚のライオン
8. 優のテーマ (PART 4)
9. 赤いサンダル
10. 真夏のボクサー
11. 優のテーマ (PART 5)
12. アーメッドのテーマ (PART 1)
13. 誘惑光線・クラッ！
14. アーメッドのテーマ (PART 2)
15. 緑色のラグーン
16. アーメッドのテーマ (PART 3)
17. BEAUTIFUL RIVALS
18. アーメッドのテーマ (PART 4)
19. アーメッドのテーマ (PART 5)
20. Me☆セーラーマン
21. アーメッドのテーマ (PART 6)
22. ペンギン・ロコモーション
23. アーメッドのテーマ (PART 7)
24. Let's Make a Memory
25. アーメッドのテーマ (PART 8)

#### ボーナス・トラック
1. ほほ笑みあえる
作詞：池永朋子 / 作曲：Tsukasa / 編曲：山川恵津子
2. 眠れる森の美女
作詞：氷室冴子 / 作曲：上田知華 / 編曲：Jeff Lorber
3. CHANCE 〜めぐりあいを、宝石にかえて〜
作詞・作曲：中原めいこ / 編曲：岡本洋・中原めいこ
4. ハロウィーン
作詞：和田誠 / 作曲：櫻井順